# وینترباخ
وینترباخ (به آلمانی: Winterbach) یک منطقهٔ مسکونی در آلمان است که در سنت وندل واقع شده‌است. وینترباخ ۲٬۴۰۰ نفر جمعیت دارد.